# Cuincy
Cuincy település Franciaországban, Nord megyében. Lakosainak száma 6499 fő (2022. január 1.). Cuincy Lauwin-Planque, Quiéry-la-Motte, Douai, Esquerchin, Lambres-lez-Douai és Brebières községekkel határos.

## Népesség
A település népességének változása:
| Lakosok száma | 6522 | 6477 | 6554 | 6435 | 6421 | 6400 | 6444 | 6472 | 6499 |
|               | 2013 | 2015 | 2016 | 2017 | 2018 | 2019 | 2020 | 2021 | 2022 |